# Xanthesma blanda
Xanthesma blanda är en biart som först beskrevs av Smith 1879.  Xanthesma blanda ingår i släktet Xanthesma och familjen korttungebin. Inga underarter finns listade i Catalogue of Life.